# Върбица (Косово)
Вижте пояснителната страница за други значения на Върбица.
Върбица (на сръбски: Врбица или Vrbica; на албански: Vërbicë) е село в Косово, община Гниляне, Гнилянски окръг.

## История
При избухването на Балканската война в 1912 година един човек от Върбица е доброволец в Македоно-одринското опълчение.

## Личности
Родени във Върбица
- Ленко Кръстев (1891 – ?), македоно-одрински опълченец, 3 рота на 6 охридска дружина[2]